# Jan Vlam
Jan Berend Vlam (Zeddam, 13 maart 1905 - Winterswijk, 16 februari 1991) was een Nederlandse politicus en stakingsleider tijdens de April-mei stakingen.

## Familie
Vlam was een zoon van molenaar Maarten Vlam (1879-1939) en Hanna Nijenhuis (1878-1931). Hij trouwde met Diena Brussen (1906-2000). Uit dit huwelijk werden vijf zoons en vijf dochters geboren, onder wie politica Annie Krouwel-Vlam.

## Loopbaan
Vlam werd na de hbs kantoorbediende bij petroleummaatschappij "De Automaat" te Winterswijk en Hengelo (1922-1925) en vervolgens (waarnemend) chef op de afdeling metaalgieterij van machinefabriek "G. Dikkers & Co." te Hengelo (1925-1939). Hij was daarnaast voorzitter van de vereniging van handels- en kantoorbedienden "Mercurius" (1925-1945) en vanaf 1928 secretaris van de Bestuurdersbond NVV (Nederlands Verbond van Vakverenigingen).
Hij startte zijn politieke loopbaan als gemeenteraadslid van Hengelo voor de SDAP (1931-1941). Na de oorlog werd hij wethouder van openbare werken, bedrijven en volkshuisvesting voor de PvdA (1945-1947) en opnieuw gemeenteraadslid in Hengelo (1945-1947). Van 22 november 1945 tot 4 juni 1946 was hij lid van de Tweede Kamer der Staten-Generaal.
Per 1 maart 1947 werd Vlam benoemd tot burgemeester van Goor, vervolgens was hij vanaf 1955 burgemeester van Winterswijk (1955-1970). Als burgemeester had hij tientallen nevenfuncties, onder meer op cultureel gebied. Hij was lid van de Provinciale Staten van Gelderland (1962-1970).

## Verzet
Vlam was in dienst van metaalbewerkingsbedrijf Dikkers maar kreeg geheel vrijaf om zich aan het verzet te wijden. In april 1942 vertrok Vlam samen met Tjitte Roorda naar het westen van Nederland om de bereidheid tot een staking te onderzoeken. Het werd geen succesvolle reis, de gevolgen van de februaristaking maakten dat niemand zat te wachten op nog een staking met alle gevolgen van dien. In Brabant en Limburg wordt toegezegd mee te zullen doen als er een staking komt. Vlam werd opgepakt en naar St. Michielsgestel gebracht. Hij dacht zelf dat hij daar niet levend uit zou komen. Het bleek dat de Duitsers geen idee hadden van zijn verzetswerk en hem hadden opgepakt vanwege zijn bijdragen aan de vakbond. Na acht maanden keerde hij terug naar Hengelo. Zijn vrijheid had hij deels aan geluk en deels aan de grootte van zijn gezin te danken. In zijn woning aan de Krabbenbosweg in Hengelo bleef hij bijeenkomsten organiseren die uiteindelijk uitmonden in de april-meistakingen, welke een vlucht namen dankzij de samenwerking met Stork-telefoniste Femy Efftink.
Jan Vlam overleed in 1991, op 85-jarige leeftijd.

## Trivia
Vlam kreeg in Winterswijk als een van de eerste zaken te maken met de onthulling van het monument voor Tante Riek. Dit was het eerste monument voor het vrouwenverzet in Nederland. Het monument werd door prinses Wilhelmina onthuld.
- Biografisch Portaal: 06765617
- Parlement.com: vg09llc32fqh